# Norberto Aguirre Palancares
Norberto Aguirre Palancares, político, experto en reforma agraria, investigador y técnico agrícola, nació en Santiago Pinotepa Nacional, estado de Oaxaca, México, el 7 de septiembre de 1905. Activo por lo menos hasta 1984. Murió en mayo de 1993 en la Ciudad de México. Estudió la escuela primaria en su lugar de origen y la secundaria en la ciudad de Oaxaca. Ingeniero agrónomo por la Escuela Nacional de Agricultura de Chapingo, donde realizó sus estudios superiores de 1923 a 1928. Doctor honoris causa en 1970 por la Universidad Autónoma de Yucatán.  

## Carrera pública
En 1929 ingresó a la Comisión Nacional Agraria como pasante; fue agrónomo regional en el Estado de Guanajuato en 1930; participó en la distribución de tierras a los campesinos en 1929 y de 1934 a 1942, particularmente durante el periodo presidencial de Lázaro Cárdenas del Río del que fue leal seguidor. Organizó cooperativas de productores rurales de 1930 a 1933; fungió como titular de la oficina de estadística de la Comisión Nacional Agraria; profesor de economía en la Escuela Nacional de Economía de la Universidad Nacional Autónoma de México; se desempeñó como director de legislación agraria en el Departamento de Asuntos Agrarios; miembro fundador y vocal de la Comisión Nacional del Maíz; fue consejero de la delegación mexicana en las Conferencias Inter – Americanas de Cancilleres en Chapultepec en 1945 y de Agricultura en Caracas ese mismo año; consejero de la delegación mexicana en la Organización de las Naciones Unidas en 1946. Figuró como Director de la Comisión Nacional del Maíz de 1949 a 1953 en cuyo proyecto de creación participó en 1947 ya que fue principal colaborador de Gabriel Ramos Millán, abogado, político e impulsor del mejoramiento del cultivo del maíz en México a través de esa Comisión. Asesor en reforma agraria del gobierno de Juan Domingo Perón, presidente de Argentina; recibió invitaciones de los gobiernos de Bolivia y Venezuela para que les asesorara en materia agraria, que no se realizaron, ya que tuvo el honor de ser designado rector de la Universidad de Sonora. En 1973 fue invitado por el Dr. Salvador Allende Gosens, presidente de Chile, para asesorar a su gobierno en materia de reforma agraria y agricultura, que no se efectuó por el golpe de Estado del 11 de septiembre de ese año en aquel país.

## Rector de la Universidad de Sonora 1953-1956
El 21 de septiembre de 1953 el Consejo Universitario de la Universidad de Sonora lo nombró rector de esa Institución, ya en funciones, abrió cursos de especialización para los catedráticos de la Universidad y creó las primeras facultades, entre estas, la Escuela de Agricultura y Ganadería, la Facultad de Derecho y Ciencias Sociales; la Escuela de Ciencias Químicas y la Escuela de Comercio y Administración. 
Gestionó con el gobierno del Estado, el que el inmueble del museo y biblioteca del Estado fuera cedido a la Universidad, lo cual fue aprobado por el Congreso Estatal en septiembre de 1954. No contento, creó la Academia de Danza de aquella alma mater viajando a la Ciudad de México para invitar a dirigirla a la maestra Martha Bracho de la Academia de la Danza Mexicana del Instituto Nacional de Bellas Artes. La educación, la cultura y el apoyo a las nuevas generaciones estuvieron en el centro de sus preocupaciones durante toda su vida.

## Trayectoria política
Electo por sus coterráneos oaxaqueños fue cuatro veces diputado federal por el estado de Oaxaca en los periodos de 1943 a 1946, de 1949 a 1952, de 1961 a 1964 y de 1980 a 1983. Fue el autor del proyecto de la Ley de Educación Agrícola expedida el 28 de marzo de 1946. Fue Secretario General de la Liga de Comunidades Agrarias y Sindicatos Campesinos del estado de Oaxaca; se desempeñó como ingeniero agrario a cargo de proyectos de reforma agraria 1929 – 1943. Fue expulsado de la Liga de Comunidades Agrarias de Oaxaca por haber apoyado al general Miguel Henríquez Guzmán como candidato presidencial en 1952. En ese mismo año fue vocal de la Comisión Impulsora de las Mixtecas, de la que el Lic. Alfonso Francisco Ramírez Baños fue presidente, el Dr. Manuel Hernández Hernández vicepresidente y el Ing. Miguel García Cruz vocal ejecutivo. Dicha comisión fue creada por el Instituto Nacional Indigenista dirigido entonces por el Dr. Alfonso Caso. De 1956 a 1961 se desempeñó como Secretario General de Gobierno del estado de Oaxaca. El punto máximo de su carrera política y profesional fue ser miembro del gabinete presidencial al ser designado Jefe del Departamento de Asuntos Agrarios y Colonización (luego Secretaría de la Reforma Agraria) de 1964 a 1970, pues tuvo el mismo nivel que secretario de Estado, dependiendo del presidente Gustavo Díaz Ordaz.

## Publicaciones
Autor de ensayos sobre la reforma agraria y otros temas, entre ellos: 
- Necesidades y posibilidades agrarias de México (1938)
- El problema agrario de México (1945)
- Ponencia Agraria (1950)
- Alemán y la Comisión del Maíz (1951) http://lccn.loc.gov/54028279
- Síntesis biográfica de Ricardo Flores Magón (1963)
- Cuestiones Agrarias (1977)
- El campo y nuestra conducta, determinantes en la Revolución (1984)
- Las ciencias agrícolas y sus protagonistas (1984) http://lccn.loc.gov/88415434

Además escribió numerosos artículos en la revista Siempre! y en el diario Excelsior.